# Ботнарь, Фёдор Леонтьевич
Фёдор Леонтьевич Ботнарь, по молдавским документам с 1991 года Тудор Леонте Ботнару (рум. Tudor Leonte Botnaru; 27 декабря 1935 — 30 декабря 2017) — советский и молдавский государственный деятель и дипломат, сотрудник ряда резидентур КГБ СССР, председатель КГБ Молдавской ССР в 1990—1991 годах. После распада СССР и становления независимой Молдавии — чрезвычайный и полномочный посол Молдавии в Великобритании, Бельгии, Нидерландах и Люксембурге в 1994—1997 годах, руководитель миссии Молдавии при Совете Европы в 1995—1997 годах, министр национальной безопасности Республики Молдова в 1997—1999 годах. Дивизионный генерал.

## Биография
Родился 27 декабря 1935 года в селе Липчень Королевства Румыния (ныне село Липчены Резинского района Молдавии). Молдаванин. Окончил филологический факультет Кишинёвского государственного университета в 1959 году, в 1959—1962 годах работал гидом-переводчиком в гостинице «Интурист» в Кишинёве. В органах государственной безопасности с 1963 года. Член КПСС с 1965 года. Окончил Высшие курсы КГБ в Минске (школа № 302).
Службу в органах Ботнарь начал во 2-м (контрразведывательном) отделе КГБ при Совете Министров Молдавской ССР, с 1966 года сотрудник 1-го отдела (разведывательного). Позже переведён в Первое главное управление КГБ СССР. Был сотрудником резидентур КГБ в Бухаресте, Брюсселе и Париже. С 1978 года занимал должность помощника ректора Кишинёвского государственного университета имени В. И. Ленина по международным связям. Старший уполномоченный (1982), начальник отделения 1-го отдела КГБ Молдавской ССР (1986).
В 1988 году произведён в полковники и назначен первым заместителем председателя КГБ Молдавской ССР, пост занимал до 1990 года. В том же 1990 году получил звание генерал-майора. В связи с политической нестабильностью в республике по предложению первых заместителей КГБ Молдавской ССР Фёдора Ботнаря и Демьяна Мунтяна архивы КГБ Молдавской ССР были перевезены из Кишинёва в Тирасполь, где хранятся и по настоящее время. 23 июня 1990 года Ботнарь возглавил КГБ Молдавской ССР, должность занимал до 29 августа 1991 года.
Ботнарь стал первым сотрудником внешней разведки, возглавившим республиканский КГБ. Будучи председателем КГБ Молдавской ССР, он выдвигал предложение о преобразовании КГБ в Информационную службу, которое не получило поддержки. Со своей должности он был уволен 29 августа 1991 года сразу же после провозглашения независимости Молдавии: причиной стали обвинения в поддержке Ботнарём ГКЧП. В 2001 году Ботнарь в интервью кишинёвской газете «Экономическое обозрение» утверждал, что ничего не знал о происходивших в Москве событиях в те дни. В то же время, по его словам, если бы в Москве не произошла попытка государственного переворота, то распада СССР не случилось бы в дальнейшем, и Союз продолжил бы путь реформ по китайскому образцу.
После распада СССР Фёдор Ботнарь (Тудор Ботнару) продолжил службу в органах безопасности Молдавии. До 1994 года он возглавлял Учебный центр Министерства национальной безопасности. Получил звание генерал-лейтенанта. На дипломатической службе находился с апреля 1994 года, занимая пост первого заместителя МИД Молдавии. Посол Молдавии в Бельгии с 28 декабря 1994 года, посол Молдавии в Великобритании, Нидерландах и Люксембурге с мая 1995 года. С 3 мая 1995 года по 17 марта 1997 года — руководитель миссии Молдавии в Совете Европы.
24 января 1997 года был назначен на должность Министра национальной безопасности Молдавии, вошёл в состав Высшего совета безопасности. 14 марта 1997 года по распоряжению президента Молдавии Петра Лучинского был произведён в дивизионные генералы. Пост министра оставил 11 мая 1999 года в связи с достижением пенсионного возраста.
Проживал в Кишинёве. В феврале 2001 года пытался баллотироваться в парламент Молдавии от общественно-политического движения «За порядок и правду». В 2004 году вместе с полковником Александром Ганенко опубликовал книгу «История секретных служб» (рум. Istoria Serviciilor Secrete) — первую книгу о деятельности спецслужб Молдавской ССР и Республики Молдова.
Был женат. Есть ребёнок.
Скончался 30 декабря 2017 года в Кишинёве. Отпевание состоялось 1 января 2018 года в церкви Святой Теодоры Сихлской, похоронен 2 января на центральном кладбище Кишинёва по улице Армянской.